# 나일사하라어족
나일-사하라어족(Nilo-Saharan languages)은 아프리카의 샤리강과 나일강 상류지역에서 주로 쓰이는 여러 언어들을 모은 가설적 어족이다.
이 어족의 구성 언어들은 각기 독특한 여러 언어들로 다양한데, 학자에 따라 나일사하라어족을 구성하는 언어군은 각기 다르며, 세부 분류에 대해서도 논쟁이 있다. 어족의 이름이 시사하듯 아프리카 내륙의 사하라 사막과 나일강 유역에서 소속 언어들이 사용되고 있다. 구성 분파 중 8개가 나일강이 지나는 수단 및 남수단 영토 내에 분포한다.
조지프 그린버그가 저서 The Languages of Africa (1963)에서 처음 계통적 어족으로서 제시하고 이름 붙인 것으로, 당시 니제르콩고어족, 아프리카아시아어족, 코이산어족에 속하지 않는 모든 아프리카 언어들을 포함하였다. 일부 언어학자들은 이 어족의 당위성을 부정하는데, 주요한 비판은 그린버그가 흡착음이 없는 아프리카의 어족들을 모두 하나의 분류 속에 몰아넣었을 뿐이라는 것이다. 한편 이 분야의 다른 전문가들은 그린버그 이래로 이것을 작업가설로서 받아들였으며, 일각에서는 이것이 증명하기 어려운 가설이라는 것을 인정하면서도 더 많은 연구가 이루어질수록 유망해 보인다고 주장한다.
나일사하라어족의 구성 집단 중 일부는 아프리카의 신석기 시대보다 이전에 형성된 것으로 추정되는데, 예를 들어 동수단어족의 기원은 늦어도 기원전 제5천년기로 추정된다. 따라서 나일사하라어족 전체의 계통적 기원은 훨씬 더 오래되어 후기 구석기 시대까지 거슬러 올라간다. 나일사하라어족과 관련된 가장 오래된 문자 언어는 고대 누비아어인데, 이 언어는 서기 8~15세기 사이의 기록을 통해 문증되어 아프리카에서 가장 오래된 문자 언어 중 하나이기도 하다.
여전히 나일사하라어족을 총체적으로 다루려는 시도는 많지 않으며, 학계에서 전적으로 받아들여지는 체계는 아니다. 독일의 막스 플랑크 연구소에서 발행한 2013년판 글로톨로그에서는 나일사하라어족은 물론 동수단어족의 성립도 인정하지 않으며, 게오르기 스타로스틴 (2016)도 나일사하라어족의 계통적 관계를 받아들이지 않았으나 향후 필요한 재구 작업들이 진행되면 일부 분파 간에는 서로 연관성이 증명될 수 있을 것이라고 가능성을 열어두었다. Güldemann (2018)은 "현재의 연구 수준이 나일-사하라 가설을 증명하기에는 충분하지 않다"고 서술했다.

## 특징
나일사하라어족의 구성 언어군은 매우 다양성이 높다. 특징적인 성질 중 하나는 단수-집합-복수의 3단 수 체계인데, Blench (2010)는 이것이 조어에 존재하던 명사 분류 체계의 흔적이라고 믿는다. 어족의 분포에 관하여서는, 아프리카 습윤기 동안 "사하라 녹지"(Green Sahara)에 존재하던 고대 수로를 반영하는 것일 가능성이 제기되었다. 사하라 사막은 기원전 2,200년경 일어난 전지구적 기후 건조화인 4.2천년 사건 이전에는 지금보다 사람이 살기에 적합했을 것으로 추정되기 때문이다.

## 하위 분류
다음은 조지프 그린버그의 "The Languages of Africa" (1963)에서 처음 제시된 하위 분류이다. '샤리나일어파'은 당시 종래의 학자들에 의해 제안되던 분류이나, 최근에는 부정되고 있어 하위 4개 어군은 '샤리나일어파' 이외의 5개 어파와 동일하게 취급하여야 한다.
- 코무즈어파
- 사하라어파
- 송가이어파
- 푸르어파
- 마바어파
- 샤리나일어파
  - 중앙수단어파
  - 쿠나마어파
  - 베르타어파
  - 동수단어파

### 논의
코무즈어파(Koman)와 구무즈어(Gumuz)는 자료가 크게 부족하여 최근까지 연구가 잘 이루어지지 않았다. 구무즈어는 Bender (1989)에 의해 코무즈어파에서 분리되었다. 또한 그는 수단 남부의 카두어파를 나일사하라어족에 새로 추가했다.
송가이어는 만데어파의 막대한 영향을 받아 현저한 차이점들을 보이며, 반대로 보통 니제르콩고어족으로 분류되는 만데어파를 나일사하라어족으로 분류하려는 제안이 있다. 그러나 이것에 관하여서는 유전적 관계가 아닌 고대 접촉에 의한 것이라는 설명이 더 유력하다. 또 논란이 있는 것은 우간다 북동부의 수렵채집민족들에 의해 사용되는 쿨리악어파(Kuliak)인데, 이 언어들은 나일사하라어족이 아닌 기층을 보존하고 있는 것으로 보인다. Blench는 이들이 본래 하자어나 다할로어와 유사한 언어를 사용하다가 나일사하라 언어로 불완전하게 옮겨간 것일 수 있다고 추정한다.
거의 자료가 없는 샤보어(Shabo)는 Anbessa Tefera와 Peter Unseth에 의해 잠정적으로 나일사하라어족 내에 분류되었다. Dimmendaal과 Blench는 더 완성된 설명을 바탕으로 현재 증거에 따라서는 고립된 언어로 보아야 한다고 주장한다.
고대 쿠시 왕국에서 사용되다가 사멸한 언어인 메로에어(Meroitic)는 Rille, Dimmendaal, Blench 등에 의해 나일사하라어족으로 분류되었으나 일부 학자들은 이를 아프리카아시아어족으로 분류한다. 1900년경 차드에서 G. J. Decorse가 수집한 어휘 목록으로만 전해지는 드코르스 미미어(Mimi of Decorse, Mimi-D)는 종종 나일사하라어족에 포함된다.